# Beaver Creek (Cheyenne)
Pour les articles homonymes, voir Beaver Creek et Beaver.
La Beaver Creek est un cours d'eau américain qui s'écoule dans le comtés de Custer puis de Fall River, dans le Dakota du Sud. Cet affluent de la Cheyenne est en partie protégé au sein du parc national de Wind Cave, où il est franchi par le Beaver Creek Bridge, un pont inscrit au Registre national des lieux historiques depuis le 8 août 1984.